# برايان ويلش
برايان ويلش (بالإنجليزية: Brian Welch)‏ هو عازف قيثارة وموسيقي أمريكي، ولد في 19 يونيو 1970 في بيكرسفيلد في الولايات المتحدة.

## وصلات خارجية
- الموقع الرسمي
- برايان ويلش على موقع IMDb (الإنجليزية)
- برايان ويلش على موقع روتن توميتوز (الإنجليزية)
- برايان ويلش على موقع ميوزك برينز (الإنجليزية)
- برايان ويلش على موقع إن إن دي بي (الإنجليزية)
- برايان ويلش على موقع أول ميوزيك (الإنجليزية)
- برايان ويلش على موقع ديسكوغز (الإنجليزية)
- برايان ويلش على موقع ديسكوغز (الإنجليزية)
- برايان ويلش على موقع قاعدة بيانات الفيلم (الإنجليزية)
- برايان ويلش على موقع كينوبويسك (الروسية)